# 宇部市俵田翁記念体育館
宇部市俵田翁記念体育館（うべしたわらだおうきねんたいいくかん）は、山口県宇部市にある体育館である。宇部市が所有し、宇部市スポーツ協会を代表者とする「宇部市スポーツ協会グループ」が指定管理者として管理を行っている。1959年（昭和34年）完成。

## 概要
宇部興産（後のUBE）の創立60周年記念事業として、同社が宇部市へ費用を寄付して建設された。この経緯から、同社の初代社長である俵田明を顕彰し、渡辺翁記念会館に続いて同社の経営者名を冠し「俵田翁記念体育館」と命名された。
恩田運動公園の一角（北端）にあるが、条例（宇部市体育施設条例、平成17年9月28日条例第37号）上は恩田運動公園の各施設とは別の施設の扱いとなっている。但し、指定管理上は恩田運動公園の各施設と一体的に管理されている。
2011年（平成23年）に開催のおいでませ!山口国体ではバレーボール（少年男子）の主会場となっており、2010年（平成22年）1月から改修工事、2018年から2019年にかけて耐震化工事が行われ、それぞれ休館となった。
かつてはライジングゼファーフクオカの公式戦が開催されていた（bjリーグ時代の2009・2012・2013年）。2021年からはB3.LEAGUEに所属している山口パッツファイブのホームアリーナになっている。

## 施設概要
40m×40mの板張りフロアの周囲三方を観客席が、一方を常設のステージが囲む多目的アリーナで、バレーボール・バスケットボールなら2面、バドミントン・インディアカ・ソフトバレーなら8面のコートを確保可能。
観客席は3,000人収容で、アリーナに移動座席を最大4,000席確保可能。
宇部市を拠点に活動する女子フットサルクラブ「ミネルバ宇部」（日本女子フットサルリーグ所属）がホームアリーナとすることを希望したが、フットサルコートを設置するのに長さが僅かに足りず公式戦が行えなかったことから、2023年から行われた「恩田スポーツパーク整備事業」の一環でステージの一部を切り欠いてフロアを拡張しており、併せてロビーの一角にボルダリング施設を整備した。
- 利用可能時間 - 午前8時から午後10時
- 休館日 - 12月29日から1月3日
- 駐車場 - 111台

## 交通アクセス
- JR宇部線 東新川駅下車徒歩18分
- 宇部市交通局 めぐりーな（東部市内循環線）「恩田運動公園」バス停下車徒歩5分
- 宇部市交通局 東方面 「恩田」バス停下車徒歩7分